# Homat el Diyar
Homat el Diyar é o hino nacional da Síria. Tem letra de Khalil Mardam Bey (1895-1959) e música de Mohammad Salim Flayfel e Ahmad Salim Flayfel.

## Fonte
- OKA, Salomão Cury-Rad, Esfiha com Cajuína: Episódios do Folclore Árabe-Florianense, Editora Idéia: Teresina, 2007.